# Gayoso (apellido)
Gayoso es un apellido de origen gallego, sin embargo, también pueden hallarse raíces de este en Italia y Alemania. La grafía y pronunciación del apellido original ha sufrido algunas variaciones, producto de la migración a diversas regiones europeas, por lo que puede aparecer bajo formas diferentes como Gayoso, Gayosso, Galloso (los tres de origen español), Gaioso (origen portugués) y/o Gayozzo (de origen italiano). Enlazó con el apellido de los Cobos formando Gayoso de los Cobos, presente en varias órdenes militares.

## Orígenes
El apellido es originario de la villa de Otero de Rey (en gallego y oficialmente Outeiro de Rei), en la provincia de Lugo, Galicia, apareciendo durante la Edad Media, en el siglo XVI, procedente de la hidalguía de la zona, tiene estrechos vínculos con los políticos imperiales de Carlos V y con la antigua curia romana.
El linaje de los Gayoso construyó varios monumentos históricos como el pazo de Mirapeixe, la Casa Fuerte de Otero de Rey y el puente románico de Gaioso. En la catedral de Lugo se encuentran varios mausoleos con los blasones más antiguos de la familia. En el municipio se encuentran las parroquias de Santo Tomé de Gayoso y Santiago de Gayoso.

## Blasón
Escudo de plata, tres fajas de azur con una trucha rayada en cada faja, la del centro contornada y sostenida por dos dragones cuyas colas se entrelazan.

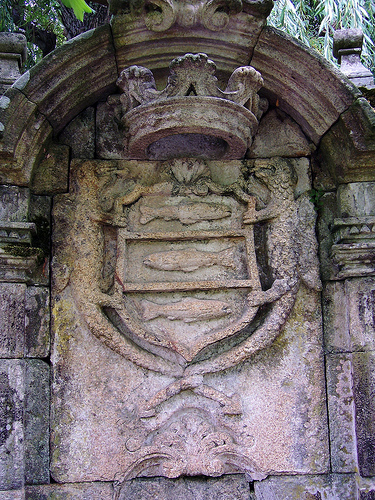
Escudo de la Familia Gayoso en Pazo de Oca, Galicia.

## Leyenda familiar
Existe una leyenda familiar que se repite en varias “Casas de Gayoso” sobre el origen de las truchas en el escudo heráldico. Esta leyenda habla de un Caballero perteneciente a la Orden de San Miguel (de probable origen Germano) que fue a luchar contra los musulmanes. Dice la historia que estando en un campamento fronterizo, en las vísperas de una gran batalla, el Rey se reunió a cenar con todos los capitanes de su ejército, entre los que se encontraba el Germano. El menú consistía en unas brochetas de truchas y durante la comida el Rey dijo: de tantas como coméis, tantas me traerais…El caballero entendió el mensaje tan bien, que en la siguiente jornada y tras volver del campo de batalla, se presentó en la tienda real con tres cabezas de jefes moros; tantas como truchas comiera la noche anterior… De ahí las tres truchas que engalanan el Escudo.
Este caballero legendario luego entroncó con los Gaudioso en la Edad Media y sus truchas engalanaron los escudos de las diferentes Casas de Gayoso.